# Phoebe Cary
Phoebe Cary (Mount Healthy, Ohio, (Cincinnati közelében), 1824. szeptember 4. –  Newport, Rhode Island, 1871. július 31.) neves amerikai költő, a pacifista és a nők jogaiért küzdő mozgalmak harcosa volt.

## Életrajza
Robert és Elizabeth Jessup Cary hatodik gyermekeként született. Egy farmon nőtt fel 8 testvérével univerzalista egyházi tanokban. Nem járhattak rendesen iskolába, de anyjuk tanította őket. Szüleik gyakran dúdoltak himnuszokat, vagy mondtak mondókákat és verseket munka közben, az anya gyakran beszélt történelemről és politikáról. Alice és Phoebe már nagyon korán verseket kezdtek írni. Kedvenc költőik:  Edgar Allan Poe, Horace Greeley, John Greenleaf Whittier, and Rufus W. Griswold voltak.  A bostoni újságban megjelent az első verse. Nővérével, Alice Caryvel – aki tanítgatta is – közösen írt, műveiket 1850-ben publikálták először egy kötet formájában. (angol wikipedia szerint 1849-ben)
1852-ben New York városába költöztek, ahol az írásból származó bevételből bűbájos házat vettek a 20. Utcában. Ebben a házban éltek a halálukig. A Scribner's Monthly, Galaxy, and Putnam's Monthly újságokban rendszeresen megjelentek versei.
Költészetére jellemző volt a vallásosság, a művek egy része más költők paródiája, kifigurázása. Liberális és reform nézeteket vallott, erkölcsi kérdésekkel foglalkozott, de idealista is volt.  A testvérek nagyon közeli kapcsolatban álltak egymással, mély odaadással voltak egymás és közös irodalmi munkájuk iránt. Mindenki csodálta, aki ismerte őket. Azonban Alicet tartotta tehetségesebbnek, így Phoebe végezte a házimunkát, ő ápolta beteg testvérét.
Azonban önálló köteteket is megjelentetett: Poems and Parodies (Ticknor, Reed & Fields, Boston 1854), Poems of Faith, Hope, and Love (1868).
Tagja volt a Church of the Strangers egyháznak, így dr. Charles Force Deemsszel közösen adta ki a Hymns for all Christians kötetet 1868-ban, amely szent énekeket tartalmazott.
Az idősebb testvér halála nagyon megviselte a fiatalabbat, minden fény kiveszett Phoebe életéből; ez felgyorsította az ő halálát is, ami 1871-ben Rhode Islandbeli Newportba tett látogatása – remélve a klímaváltozás gyógyító hatását – során be is következett. Temetését a skót univerzalista A. G. Laurie vezette; a New York-i Greenwood Cemetery temetőben helyezték el Alice és Elmina (a legfiatalabb húga) mellett.

## Hatása
Testvérével írt verseit többször is újra kiadták. Alice volt az első női klub elnöke, ezzel és az egyenlőség kérdésével foglalkozó műveikkel nagy mértékben hozzájárultak a nők jogaiért való harchoz. William McGuffey, a McGuffey Reader szerkesztője által készített irodalom tankönyv több versét is tartalmazta. Három verse bekerült a Church of the Strangers egyház himnuszai közé.